# Karmen Dereani
Karmen Dereani (tudi Carmen Dereani, poročena Bežek), slovenska zdravnica, oftalmologinja, * 26. januar 1911, Gorica, † maj 2008.

## Življenje in delo
Rodila se je v družini slovenskega zdravnika Ernesta Dereanija. Medicino je študirala na MF v Ljubljani in Zagrebu in tu tudi doktorirala (1935). Po končanem stažu je bila volonterka na očesnem oddelku ljubljanske bolnišnice ter od 1938 tam tudi stalno zaposlena. Specialistični izpit je opravila 1940. Na katedri za oftalmologijo ljubljanske Medicinske fakultete je bila 1945 izvoljena za asistentko, 1955 za docentko in 1965 za izredno profesorico. Strokovno se je izpolnjevala na zagrebški in drugih evropskih klinikah. Na njeno pobudo je bil 1965 pri Očesni kliniki ustanovljen oddelek za zdravljenje slabovidnih in škilečih otrok, prvi tovrstni v Jugoslaviji. Od 1959 do 1972 je bila predstojnica Očesne klinike v Ljubljani. Objavila je več znanstvenih, strokovnih in poljudnoznanstvenih sestavkov.